# BBC Величайшие явления природы
«Величайшие явления природы» (англ. Nature's Great Events) — это документальный сериал о дикой природе, созданный для BBC television, впервые показанный в Великобритании на BBC One и BBC HD в феврале 2009 года. В телесериале рассказывается о том, как сезонные изменения, вызванные воздействием солнца, способствуют изменению погодных условий и океанических течений, что, в свою очередь, создаёт условия для некоторых из самых зрелищных событий на планете. Каждый эпизод фокусируется на проблемах и возможностях, которые эти изменения представляют для нескольких ключевых видов.
«Величайшие явления природы» были спродюсирован BBC Natural History Unit и Discovery Channel в сотрудничестве с Wanda Films. Британская версия сериала была рассказана Дэвидом Аттенборо. В США сериал был выпущен под альтернативным названием «Самые удивительные события природы» 29 мая 2009 года, и был рассказан Хасани Исса. В Австралии этот телесериал начал выходить на канале ABC1 каждое воскресенье в 19:30 с 14 июня по 19 июля 2009 года.
Заголовок «Величайшие явления природы» ранее использовался Ридерз дайджест для несвязанной серии VHS, выпущенной в 1996 году.

## История создания

### Съёмочная группа
Сериал был сначала анонсирован как совместное производство с независимыми Wanda Films под рабочим названием «Великие события Земли». Название было впоследствии пересмотрено, и Discovery Channel представился дополнительным сопродюсером. Съёмочная группа The Natural History Unit включает в себя продюсера Карен Басс и исполнительного продюсера Брайана Лейта. Саундтреки были написаны Барнеби Тейлором и Беном Салисбери под управлением Уильяма Гудчайлда и в исполнении Концертного оркестра BBC. Кадры Земли из космоса, которые иллюстрируют климатические события во всем мире, были созданы дизайнерской компанией Burrell Durrant Hifle с использованием фотографий НАСА.

### Процесс съёмок
Съёмки проходили в течение 25 месяцев, необычно сжатых сроков для создания истории естествознания такого масштаба. В некоторых случаях наступление события не гарантировалось, повторяясь не каждый год, поэтому работа в таком быстром графике означала, что съёмочные группы рискуют не снять ничего. Продюсер Карен Басс описала сериал как «небольшое чудо, учитывая ограничения удачи и времени — мы были полностью зависимы от событий, происходящих, исходя из предположений». Одним из самых сложных эпизодов для съёмок стал кульминационный момент в эпизоде «Великий поток», где были показаны надземные и подводные кадры с дельфинами, акулами и олушами, нападающими на сардину. В 2007 году сардины не прибыли, и после нескольких недель бесплодных поисков группа вынуждена был сдаться. В следующем году появилась вторая и последняя возможность. На случай, если они снова потерпят неудачу, продюсеры разработали альтернативный шестой эпизод, который исследовал бы науку о сезонных изменениях в перспективе на то, как «Величайшие явления» инициируются и как изменения в окружающей среде могут влиять на них. По счастливой случайности косяк сардин вернулся впервые за три года, и команда создала необходимые кадры.

## Номинации и награды
Би-би-си требовал много телевизионных премий, заслуженных производственной командой. Многие методы съёмки, впервые использованные в фильме «Планета Земля», такие как гироскопически стабилизированная камера вертолёта, известная как Heligimbal, были применены снова, наряду с новыми технологиями. В «Великом потоке» некоторые кадры с поверхности воды были сняты с установленной на лодке стабилизированной камеры, ранее использовавшейся в голливудской киноиндустрии. К числу нововведений в «Великом потопе» относятся FrankenCam, макро-камера управления движением, разработанная Ammonite Films и способная снимать с близкого расстояния очень мелкие объекты. Съёмочная группа стала также первой, кто снял нарвалов с высоты, и первой, кто показал, как медведи-гризли используют лапы, чтобы выкопать мёртвого лосося из глубоких водоёмов. Команде, работавшей над съёмками эпизода «Великая миграция», посчастливилось стать свидетелями первого извержения танзанийского вулкана за 40 лет, и ей удалось заснять это событие с воздуха.

## Эпизоды
Сила Солнца управляет временами года, трансформируя нашу планету. Глобальные движения океанических и воздушных потоков влекут резкие изменения в течение года, и в некоторых особых местах эти сезонные изменения вызывают одни из величайших зрелищ на природе.— Вступительное повествование Дэвида Аттенборо
| № | Оригинальное название / Название Discovery Channel | Дата премьеры   | Зрители Великобритания (млн) |
| --- | -------------------------------------------------- | --------------- | ---------------------------- |
| 1 | «Великое таяние» «Арктическое лето»                | 11 февраля 2009 | 3.68 (14.5% доли аудитории)  |
| Вступительный эпизод показывает, как разные виды реагируют на ежегодное летнее таяние морского льда в Арктике. Скорость таяния в последнее время увеличивается, и это может иметь катастрофические последствия для белых медведей. Мама-медведица выходит из своей зимней берлоги с детёнышами и ведёт их на морской лёд на охоту. По мере схода льда медведям труднее передвигаться, и они вынуждены плавать между льдинами. Для других это гонка за размножения в коротком летнем сезоне. Когда кайры достигают своих гнездовых скал, камни всё ещё покрыты льдом. Несколько коротких недель спустя молодняк отправляется в свой первый полёт, но те, кто терпит неудачу прежде, чем достигнет открытой воды, представляют лёгкую добычу для самки песца и её малышей. Надземные кадры показывают прибытие белух и нарвалов на краю морского льда. Нарвалы прокладывают себе путь вдоль скал, но могут оказаться в ловушке, если лёд впереди ещё не сломан. В разгар лета большая часть Северного Ледовитого океана практически свободна ото льда, в результате чего некоторые белые медведи оказываются на нескольких оставшихся айсбергах. Те, кто достигнет суши, должны дождаться возвращения зимнего льда, прежде чем они смогут снова начать охоту. По мере того как собираются медведи, между самцами вспыхивают драки. Nature's Great Events Diaries следует за попытками съёмочной группы найти нарвалов в «Поисках ледяных китов». |                                                    |                 |                              |
| 2 | «Великая миграция лосося» «Дикая местность гризли» | 18 февраля 2009 | 4.45 (18.7% доли аудитории)  |
| Тема второй серии — ежегодная миграция лосося на западном побережье Северной Америки. Сотни миллионов тихоокеанских лососей возвращаются в горные ручьи, в которых они родились, где они нерестятся, а затем умирают. Их подъём вверх по течению чреват опасностью: пороги, водопады и голодные медведи гризли. Программа начинается с приходом весны, когда медведица-гризли ведёт своих детёнышей вниз из зимнего логова в горах Аляски. Медведи собираются в лесных долинах, где добывают пищу, какую только могут найти. Выживание тяжело для всех, как видно по стае голодных волков, нападающих на взрослого гризли. Только в июле лосось прибывает в большом количестве. К пиршеству присоединяются другие хищники, в том числе косатки, сивуч, тихоокеанская сельдевая акула и белоголовый орлан. Те, кто проходит мимо медведей, рискуют оказаться в ловушке на мелководье по мере снижения уровня воды. Облегчение приходит, когда летний шторм, вызванный влажным океаническим воздухом, поднимающимся над прибрежными горами, пополняет ручьи. По достижении нерестилищ, лосось меняет форму и цвет тела при подготовке к размножению. Когда сезон окончен, рыбы близки к истощению и массово умирают, предоставляя лёгкую пищу для птиц и медлительных медведей. Их смерть не напрасна, поскольку содержащиеся в них питательные вещества способствуют удобрению почвы, поддерживая леса высоких сосен. В дневнике Close Encounters of a Grizzly Kind рассказывается о том, как были получены кадры, на которых медведи лапами ловят рыбу. |                                                    |                 |                              |
| 3 | «Великая миграция» «Выживший Серенгети»            | 25 февраля 2009 | 3.73 (15.8% доли аудитории)  |
| Третий эпизод в течение года наблюдает за жизнью львиного прайда Ндуту, который занимает территорию на равнине Серенгети. Их жизнь продиктована ежегодным переселением одного миллиона гну и зебр вокруг Серенгети. По мере того, как стада движутся на север после дождей, четыре львицы и семь детёнышей прайда Ндуту остаются позади, чтобы встретить сухой сезон без своей главной добычи. Трава отмирает, оставляя львов без укрытия, что делает охоту на немногих животных ещё более трудной. Прайд должен продолжать двигаться, чтобы найти еду, но постепенно голодные детёныши ослабевают. Львёнок и его сестра, оба в очень плохом состоянии не могут идти в ногу со взрослыми, и их судьба кажется решённой. Однако, когда в следующем месяце прайд возвращается, два малыша каким-то образом оказываются выжившими и воссоединяются со взрослыми. Львы сталкиваются с ещё одной проблемой, так как действующий вулкан Ол-Доиньо-Ленгаи извергается впервые с 1967 года, проливая пепел на равнины. Эти циклические извержения играют решающую роль в экосистеме Серенгети. Пепел удобряет землю, и с приходом первых бурь равнины становятся зелёными и пышными. Стада антилоп гну возвращаются и рожают детёнышей, и прайд Ндуту может снова наслаждаться хорошими временами. В дневнике «Прайд и опасности» долгое и одинокое бдение оператора Оуэна Ньюмана, наблюдающего за прайдом Ндуту, вознаграждено историей о трудностях, потерях и стойкости.                                                                                    |                                                    |                 |                              |
| 4 | «Великий прилив» «Армия Хищников»                  | 4 марта 2009    | 4.04 (17.6% доли аудитории)  |
| Вдоль восточного побережья Южной Африки удачное сочетание зимней погоды и океанских течений вызывает ход сардины, одно из самых впечатляющих событий в Мировом океане. В последние годы ход сардин стал менее прогнозируемым по причинам, которые до сих пор неясны, что ставит под угрозу существование всей пищевой цепи, которую он поддерживает. Четвёртый эпизод исследует крупнейшие скопления хищников на планете, когда они выслеживают миллиарды сардин, прикреплённых к холодной воде вдоль побережья. К ним относятся капская олуша, чьё время размножения совпадает с приходом огромных косяков сардин. Они попадают в кадр в гнездящейся колонии на Algoa Bay в суперзамедленной съёмке, преодолевая поверхность во время погружений. В воде стая из 5000 дельфинов также охотится на сардин. На 15-мильном мелководье расположились хищники, и последующая пирушка запечатлена на камеру с воздуха, с поверхности и под водой. Дельфины окружают сардин на мели, где они находятся в пределах досягаемости ныряющих олуш. Тысячи акул прибывают, чтобы присоединиться к атаке, но самым большим хищником из всех является полосатик Брайда. Life on the Run следует по пятами за съёмочной группой, которая снимает охотников. В 2007 году сардины не было вообще, но терпение команды будет вознаграждено в следующем году. |                                                    |                 |                              |
| 5 | «Великий потоп» «Потоп Калахари»                   | 11 марта 2009   | 3.88 (16.8% доли аудитории)  |
| Пятый эпизод снят в Ботсване, где в результате ежегодного затопления дельты Окаванго засушливые равнины Калахари превращаются в обширное водно-болотное угодье. Река Окаванго наполняется дождями, выпадающими в ангольском нагорье, но прежде чем вода достигнет дельты, пройдёт несколько месяцев. Тем временем тысячи животных следуют древним миграционным путям через пустыню, выдерживая дегидратацию и испытывая жару. Новые повадки слонов отразились в кадре, когда те осторожно водили хоботами по поверхности застойной лужи, высасывая чистую воду с верхних слоёв. Превращение пустыни в зелёный оазис показано с использованием покадровой съёмки, в то время как кадры, полученные с помощью макрообъективов, показывают изменения в более мелких деталях. Впервые наблюдаются огромные тучи стрекоз, которые спариваются и откладывают яйца. Крупные животные максимально используют нежданное обилие, которое предлагает новый пейзаж. Самцы гиппопотама бороздят недавно образовавшиеся водные пути и сражаются за господство, личи скачут через отмели, а огромные стаи цапель прибывают для размножения. Слоны и буйволы сталкиваются с последним испытанием, прежде чем они достигнут дельты — прайд голодных львов. Львы нападают среди бела дня, атакуя слонёнка. Создатель фильма «Миссия невыполнима» следует за командой, которая пытается пересечь все углубляющиеся воды, чтобы достичь и снять линию фронта наступающего наводнения.                                                                                       |                                                    |                 |                              |
| 6 | «Великий праздник» «Тихоокеанский праздник»        | 18 марта 2009   | 4.02 (18.0% доли аудитории)  |
| Последний эпизод показывает летнее цветение планктона вдоль побережья Британской Колумбии и Аляски. Зимой прибрежные фьорды и заливы относительно ненаселены, и обитающие в них сивучи вынуждены нырять глубже и дальше от берега, чтобы поймать рассредоточенную сельдь. Горбатые киты зимуют в тёплых водах Тихого океана у Гавайев, где молодые матери кормят своих детёнышей. Они начинают своё 3000-мильное путешествие на север ранней весной, когда морские львы также рожают свой молодняк. Весенние штормы представляют опасность для колоний морских львов, и некоторые щенки безвозвратно теряются, но эти же штормы размешивают питательные вещества в воде, которые вместе с усиливающей силой солнца действуют как катализаторы цветения планктона. Огромные косяки сельди прибывают на нерест, окрашивая отмели в молочно-белый. На смену им приходят более крупные хищники, в том числе тихоокеанские дельфины и косатки. В кадре косатки атакуют самца морского льва. Тонкоклювая кайра ныряет под косяки сельди и отлавливает рыбу снизу, прижимая их к поверхности. Их защита состоит в том, чтобы сформировать шар приманки, но чайки, собирающиеся на поверхности, атакуют их сверху. В финале программы представлены уникальные подводные кадры горбатых китов, поглощающих целые шарики с наживкой, и рассказывается об их совместных охотничьых повадках, называемых пузырьковой сеткой. Часть дневника под названием «Проглоченный китом» посвящена проблемам во время съёмки горбатых китов и морских львов под водой.        |                                                    |                 |                              |

## Критика
Сериал привлёк в среднем 4 млн зрителей и 16,9 % доли аудитории, что ниже средней 24 % доли BBC One за тот же период времени в 2008 году. Однако повторы по воскресным вечерам как в более удобное для семейного просмотра время показали цифры, аналогичные показам первой трансляции, а эпизоды регулярно фигурировали в первой десятке недельного графика на BBC iPlayer.
Программа получила почти всеобщее одобрение в британской прессе. Описывая в «The Guardian» сцену, в которой горбатый кит поглощает мелкую сельдь, Люси Манган прокомментировала: «Вы можете спокойно держать свою челюсть на коленях до конца вечера, пока вы проигрываете этот момент перед глазами в медленном, но не менее ошеломляющем воспоминании всей программы, всего сериала, его невероятной силы и хрупкости». Съёмка была также отмечена Тимом Тееманом в «The Times», который написал: «Это кадры на миллион. Величайшие явления природы: „Великий праздник“ получился удачной подборкой». Далее он назвал его «самым удивительным эпизодом телесериала на этой неделе» и «самым потрясающим, ужасающим и красивым эпизодом сериала». Фильм также получил исключительно положительные отзывы в «The Scotsman». Критик Пол Уайтло описал его как «достаточно замечательный телесериал. Визуально ошеломляющий, захватывающий и завораживающий, он исследовал немногие самые драматичные зрелища дикой природы на Земле с характерным воодушевлением и проницательностью». Он отдельно похвалил Дэвида Аттенборо, отметив, что «даже когда он просто рассказывает, [он] весьма блестящ в том, что делает, и никто не в силах это опровергнуть».
Мэтт Уорман из «The Daily Telegraph» лестно отзывался о «богатстве удивительных, красивых изображений», но подверг критике сериал за поверхностное рассмотрение экологических проблем. Написав о тяжёлом положении белых медведей, выделенном в «Великом таянии», он прокомментировал, что «так и подмывало задаться вопросом, не может ли развитие одного вида — человека, — и упадок другого быть грустной составляющей естественного отбора как части эволюции. Однако Величайшие явления природы решили не разводить дискуссий».

## Прокат и релизы

### DVD and Blu-ray
В Великобритании DVD был выпущен 16 марта 2009 года (BBCDVD2863), а Blu-ray Disc был позже выпущен 15 июня 2009 года компанией «2 Entertain». И DVD, и Blu-ray включают в себя десятиминутный бонус «Дневники Величайших явлений природы», который детализирует съёмочный процесс определённого события после каждого эпизода.
В США и Канаде 2 июня 2009 года BBC Warner выпустил DVD и Blu-ray Disc под названием «Самые удивительные явления природы».
В Австралии и Новой Зеландии DVD и Blu-ray также были выпущены ABC DVD/Village Roadshow 6 августа 2009 года.
В Японии и DVD, и Blu-ray Disc были выпущены 4 июня 2010 года и распространялись «Sony Pictures Entertainment Japan». Однако они не включали «Дневники» в отличие от других регионов.

### Книги
В Великобритании 2 февраля 2009 года Митчелл Бизли опубликовал сопроводительную книгу в твёрдом переплёте под названием Величайшие явления природы: самые зрелищные природные явления на планете. Автором является BBC Natural History Unit, под редакцией Карен Басс, введение Брайана Лейта(ISBN 9781845334567).
Дополнительный выпуск для американского рынка Величайшие явления природы: самые удивительные природные явления на планете был опубликован University of Chicago Press 15 мая 2009 года(ISBN 9780226471549).

## Саундтреки
Музыкальное сопровождение и саундтреки, представленные в сериале, были написаны Беном Солсбери и Барнаби Тейлором в исполнении Концертного оркестра BBC, прозвучали во время «Nature’s Great Events Live» в рамках мероприятий на открытии Бристольского Colston Hall в Великобритании.
Саундтрек Nature’s Great Events (Music from the Television Series) был выпущен в iTunes Store 9 сентября 2009 года.
| №   | Название                     | Длительность |
| --- | ---------------------------- | ------------ |
| 1.  | «Величайшие явления природы» | 2:10         |
| 2.  | «Великий Лес»                | 2:40         |
| 3.  | «Горное Пробуждение»         | 3:22         |
| 4.  | «Охота на лосося»            | 1:23         |
| 5.  | «Тихоокеанский дождь»        | 2:00         |
| 6.  | «Великое таяние»             | 2:24         |
| 7.  | «Мать с детёнышем»           | 1:13         |
| 8.  | «Путь нарвалов»              | 2:55         |
| 9.  | «Ледяные водопады»           | 1:53         |
| 10. | «Конец путешествия»          | 1:17         |
| 11. | «Море превращается в лёд»    | 3:24         |
| 12. | «Гора Бога»                  | 1:32         |
| 13. | «Игы гну»                    | 1:23         |
| 14. | «Хитрая атака»               | 2:20         |
| 15. | «Великая миграция»           | 6:05         |
| 16. | «Возвращение прайда»         | 2:03         |
| 17. | «Великий потоп»              | 3:09         |
| 18. | «Стрекозы»                   | 1:03         |
| 19. | «Безрассудство»              | 3:13         |
| 20. | «Элегия»                     | 1:14         |
| 21. | «Выжженная земля»            | 1:34         |
| 22. | «Пробираясь к воде»          | 1:56         |
| 23. | «Великий праздник»           | 1:19         |
| 24. | «Шторм»                      | 2:44         |
| 25. | «Пузырьковая сетка»          | 3:05         |
| 26. | «Великий прилив»             | 2:29         |
| 27. | «Суперстайка»                | 2:02         |
| 28. | «Умирающая олуша»            | 1:08         |
| 29. | «Взлёт олуши»                | 2:35         |
| 30. | «Атака начинается»           | 4:15         |
| 31. | «Mассированная атака»        | 2:59         |
| 32. | «Создание»                   | 1:36         |